# (10628) Feuerbacher
(10628) Feuerbacher – planetoida z pasa głównego asteroid okrążająca Słońce w ciągu 5 lat i 179 dni w średniej odległości 3,11 j.a. Została odkryta 18 stycznia 1998 roku w obserwatorium w Caussols w programie ODAS. Nazwa planetoidy pochodzi od Berndta Feuerbachera (ur. 1940), który przez dwie dekady był szefem Institute of Space Simulation at the German Aerospace Center w Kolonii. Przed nadaniem nazwy planetoida nosiła oznaczenie tymczasowe (10628) 1998 BD5.